# JO1
JO1 (Katakana: ジェイオーワン, Jeiōwan) ist eine elfköpfige japanische Boygroup, die im Zuge der Reality-Show Produce 101 Japan gebildet wurde. Die Gruppe besteht aus den Mitgliedern Issei Mamehara, Ren Kawashiri, Takumi Kawanishi, Shosei Ohira, Shion Tsurubo, Ruki Shiroiwa, Keigo Sato, Syoya Kimata, Junki Kono, Sukai Kinjo und Sho Yonashiro. Anders als andere Gruppen, die aus dem Produce 101 Franchise hervorgingen, ist JO1 als permanente Gruppe geplant. Die Gruppe wird von Lapone Entertainment gemanagt, einem Firmenzusammenschluss zwischen dem japanischen Konzern Yoshimoto Kogyo und CJ ENM.
Am 4. März 2020 veröffentlichte JO1 ihre Debüt-EP Protostar, welche gemeinsam mit ihrer darauffolgenden EP den ersten Platz sowohl in den Oricon Singles Charts als auch in den Billboard Japan Hot 100 belegte. Beide Veröffentlichungen erhielten ein Platinzertifikat von der Recording Industry Association of Japan (RIAJ). Ihr erstes Studioalbum The Star wurde am 25. November 2020 herausgebracht.

## Name
Der Name der Gruppe, JO1, wurde von Lapone Entertainment aus einer Auswahl an Vorschlägen ausgesucht, die von den sogenannten „National Producern“, den Zuschauern von Produce 101 Japan, über die Webseite der Serie vermittelt wurden. Laut dem ursprünglichen Erfinder des Namens steht das „J“ in JO1 für Japan, den Herkunftsort der Gruppe, während das „O1“ für das erste Jahr der Reiwa-Zeit (令和) steht, in dem die Gruppe gegründet wurde. Der Name wurde in der letzten Folge der Serie bekannt gegeben.

## Geschichte

### Prä-Debüt: Gründung durchProduce 101 Japan
JO1 entstand durch die Reality-TV-Serie Produce 101 Japan, die vom 25. September bis zum 11. Dezember 2019 ausgestrahlt wurde. Insgesamt bewarben sich 6000 Männer zwischen 16 und 30 Jahren, die zu diesem Zeitpunkt mit keiner Entertainmentfirma affiliiert waren. Von den anfänglichen 101 Teilnehmern wurden über den Verlauf der Serie 11 Gewinner von den Zuschauern durch Online-Voting ausgewählt und schließlich in einer Liveübertragung auf TBS bekannt gegeben.
Einige Mitglieder waren bereits vor ihrer Teilnahme in der Serie in der Entertainmentbranche aktiv. Ren Kawashiri ist ein früherer Backup-Tänzer und trat unter anderem mit SMAP, F. T. Island, Dreams Come True, Tomohisa Yamashita, Lead, Wanna One und Pentagon auf. Ruki Shiroiwa ist ein ehemaliges Mitglied einer Gruppe aus auszubildenden Idols unter Johnny & Associates names Johnny’s Jr. und war 2017 ebenfalls Teil der Synchronsprecher-Musikgruppe Tsukicro, in der er den Charakter Ruki Hibiya synchronisierte und darstellte.

### 2020: Debüt und erstes StudioalbumThe Star
Kurz nach dem Ende von Produce 101 Japan flog JO1 nach Südkorea, um sich dort auf ihr Debüt vorzubereiten und ihre erste EP zu produzieren. Ihre Debüt-EP „Protostar“ wurde am 4. März veröffentlicht und wurde ein sofortiger Verkaufsschlager. Sie belegte sowohl in den Oricon Daily als auch in den Weekly Singles Charts mit 300 000 verkauften Exemplaren den ersten Platz, wodurch JO1 der siebte Künstler überhaupt wurde, der dies mit seiner Debüt-EP erreichte. Das Titellied der EPs, „Infinity“, belegte den ersten Platz in den Billboard Japan Hot 100 und wurde somit ebenfalls zum Erfolg. Die Gruppe hatte ihren allerersten Liveauftritt bei einem Fernsehprogramm der NTV Morgenschau Sukkiri. „Protostar“ erhielt ein Platinzertifikat von der RIAJ und gelangte am 19. Juni in die Top 10 des 2020 Oricon-Halbjahresrankings in den Kategorien Neue Künstler, EP-Verkäufe und Gesamte EP-Verkäufe.
Am 26. August veröffentlichte JO1 ihr zweites EP „Stargazer“. Die EP hatte ihr Chartdebüt auf Platz 1 der Oricon Daily and Weekly Singles Charts. Damit wurden sie die erste Gruppe seit Hinatazaka46s am 29. Juli 2019 erschienenen „Do Re Mi Sol La Si Do“, die zwei aufeinanderfolgende Erstplatzierungen seit ihrem Debüt in den Weekly Charts erreichte. Erneut belegte die Gruppe mit ihrem neuen Titellied „Oh-Eh-Oh“ den ersten Platz in den Billboard Japan Hot 100 und wurde von der RIAJ mit Platin ausgezeichnet. Am 5. September trat die Gruppe zudem zum ersten Mal als Hauptakt bei der 31. Mynavi Tokyo Girls Collection Herbst/Winter 2020 auf. Das Event wurde in der Saitama Super Arena abgehalten.
Am 25. November brachte JO1 ihr erstes Studioalbum The Star heraus. Das Album debütierte auf dem 2. Platz der Oricon Albums Charts und den Billboard Japan Hot Albums nach BTS' Be. Am 2. Dezember hatte JO1 ihren ersten Auftritt beim FNS Musikfestival, wo sie ihr neues Lied „Shine A Light“ aufführten. Die Gruppe gab ihr erstes Livestreamingkonzert „Starlight“ am 19. Dezember. Insgesamt wohnten geschätzt 120 000 Zuschauer aus über 30 Ländern dem Konzert bei. Zum Jahresende wurde JO1 bei den MTV Video Music Awards Japan mit dem Rising Star Award und bei den Mnet Asian Music Awards 2020 mit dem Best New Asian Artist Preis aufgezeichnet. Zudem war die Gruppe in verschiedenen heimischen Jahresendcharts vertreten. Unter anderem belegte sie den dritten Platz bei den Oricon Annual New Artist Total Sales Ranking 2020 und den 18. Platz bei den Billboard Japan 2020 Year-End Artist 100.

### Seit 2021: Dritte EPChallenger
Im Januar veröffentlichte JO1 die Single „Tsutaerareru Nara“ als Download, die als Titellied für einen Werbespot von Kit Kat Japan verwendet wurde. Am 20. Februar 2021 gab JO1 ihr zweites Onlinekonzert „Starlight Deluxe“, wo sie ihre dritte EP „Challenger“ ankündigten, welche für den 28. April geplant ist.

## Mitglieder
- Issei Mamehara (豆原 一成)
- Junki Kono (河野 純喜)
- Keigo Sato (佐藤 景瑚)
- Ren Kawashiri (川尻 蓮) – Tanzleiter[42]
- Ruki Shiroiwa (白岩 瑠姫)
- Shion Tsurubo (鶴房 汐恩)
- Sho Yonashiro (與那城 奨) – Leiter der Gruppe[42]
- Shosei Ohira (大平 祥生)
- Sukai Kinjo (金城 碧海)
- Syoya Kimata (木全 翔也)
- Takumi Kawanishi (川西 拓実)

## Werbeverträge
Schon vor ihrem offiziellen Debüt erhielt JO1 einen Werbevertrag mit Softbank und kam im Februar 2020 in einem landesweiten TV-Werbespot für dessen Tochtergesellschaft Y!mobile vor. Die Gruppe arbeitete zudem mit verschiedensten anderen Marken zusammen, einschließlich ABC-MART x NIKE, FamilyMart, Francfranc, Sweets Paradise und FuRyu. Sie nahmen außerdem noch an Werbeevents für die Luxuskleidermarke Louis Vuitton teil. 2021 unterschrieb JO1 offiziell einen einjährigen Partnerschaftsvertrag mit Yves Saint Laurent Beauté und wurde als offizieller Repräsentant für die Kitkat-Kampagne Tsutaeru Dake de, Kitto, Ii (伝えるだけで、キット、いい) in Japan ausgewählt. Zudem wurden sie auch auf den Titelseiten von Magazinen wie Aera, An An, Numéro Tokyo, ViVi und vielen mehr abgebildet.

## Diskografie

### Studioalben
| Jahr | Titel Musiklabel                | Höchstplatzierung, Gesamtwochen, AuszeichnungChartsChartplatzierungen (Jahr, Titel, Musiklabel, Platzierungen, Wochen, Auszeichnungen, Anmerkungen) | Anmerkungen                              |
| Jahr | Titel Musiklabel                | JP | Anmerkungen                              |
| ---- | ------------------------------- | --- | ---------------------------------------- |
| 2020 | The Star Lapone Entertainment   | JP2 Gold · (63 Wo.)JP | Erstveröffentlichung: 25. November 2020  |
| 2022 | Kizuna Lapone Entertainment     | JP1 Platin · (23 Wo.)JP | Erstveröffentlichung: 25. Mai 2022       |
| 2023 | Equinox Lapone Entertainment    | JP1 Platin · (52 Wo.)JP | Erstveröffentlichung: 20. September 2023 |
| 2025 | Be Classic Lapone Entertainment | JP— PlatinJP | Erstveröffentlichung: 2. April 2025      |

### Singles
| Jahr | Titel Album               | Höchstplatzierung, Gesamtwochen, AuszeichnungChartsChartplatzierungen (Jahr, Titel, Album, Platzierungen, Wochen, Auszeichnungen, Anmerkungen) | Anmerkungen                              |
| Jahr | Titel Album               | JP | Anmerkungen                              |
| ---- | ------------------------- | --- | ---------------------------------------- |
| 2020 | Protostar The Star        | JP1 Platin · (131 Wo.)JP | Erstveröffentlichung: 4. März 2020       |
| 2020 | Stargazer The Star        | JP1 Platin · (113 Wo.)JP | Erstveröffentlichung: 26. August 2020    |
| 2021 | Challenger Kizuna         | JP1 Platin · (89 Wo.)JP | Erstveröffentlichung: 28. April 2021     |
| 2021 | Stranger Kizuna           | JP1 Platin · (42 Wo.)JP | Erstveröffentlichung: 18. August 2021    |
| 2021 | Wandering Kizuna          | JP1 ×2Doppelplatin · (62 Wo.)JP | Erstveröffentlichung: 15. Dezember 2021  |
| 2022 | SuperCali Equinox         | JP— Gold (Streaming)JP | Erstveröffentlichung: 23. September 2022 |
| 2022 | Midnight Sun Equinox      | JP1 ×2Doppelplatin · (80 Wo.)JP | Erstveröffentlichung: 12. Oktober 2022   |
| 2023 | Tropical Night Equinox    | JP1 ×2Doppelplatin · (85 Wo.)JP | Erstveröffentlichung: 5. April 2023      |
| 2024 | Love Seeker Hitchhiker EP | JP— Gold (Streaming)JP | Erstveröffentlichung: 11. Mai 2024       |
| 2024 | Hitchhiker Be Classic     | JP1 ×3Dreifachplatin · (39 Wo.)JP | Erstveröffentlichung: 29. Mai 2024       |
| 2024 | Where Do We Go Be Classic | JP1 ×3Dreifachplatin · (21 Wo.)JP | Erstveröffentlichung: 2. Oktober 2024    |

### Videosingles
- 2024: Your Key (JP: Gold)

### Videoalben
| Jahr | Titel Musiklabel                                                                           | Höchstplatzierung, Gesamtwochen, AuszeichnungChartsChartplatzierungen (Jahr, Titel, Musiklabel, Platzierungen, Wochen, Auszeichnungen, Anmerkungen) | Anmerkungen                            |
| Jahr | Titel Musiklabel                                                                           | JP | Anmerkungen                            |
| ---- | ------------------------------------------------------------------------------------------ | --- | -------------------------------------- |
| 2023 | 2022 JO1 1st Arena Tour "Kizuna" Lapone Entertainment                                      | JP1 (62 Wo.)JP | Erstveröffentlichung: 15. März 2023    |
| 2024 | 2023 JO1 2nd Arena Live Tour "Beyond the Dark – Rise in Kyocera Dome" Lapone Entertainment | JP4 (16 Wo.)JP | Erstveröffentlichung: 6. November 2024 |

### Musikvideos
| Jahr | Titel                                | Regisseur(e)                    | Länge | Referenz      |
| ---- | ------------------------------------ | ------------------------------- | ----- | ------------- |
| 2012 | Infinity (無限大)                    | Beomjin alias Paranoid Paradigm | 3:21  | [ 58 ] [ 59 ] |
| 2012 | Infinity (無限大) (Performance Ver.) | Beomjin alias Paranoid Paradigm | 3:21  | [ 58 ] [ 59 ] |
| 2012 | Oh-Eh-Oh                             | Hidenobu Tanabe                 | 5:28  | [ 60 ]        |
| 2012 | Shine A Light                        | Yasuhiro Arafune                | 3:14  | [ 61 ] [ 62 ] |
| 2012 | Shine A Light Performance Video      | Yasuhiro Arafune                | 3:19  | [ 61 ] [ 62 ] |

## Filmografie

### Fernsehprogramme
| Jahr       | Titel                          | Sender      | Anmerkung(en) | Ref.          |
| ---------- | ------------------------------ | ----------- | --- | ------------- |
| 2020—heute | JO1 the Star: JO1 x NO1 Battle | Fuji TV Two | Wettbewerbsshow, bei der die Mitglieder von JO1 gegeneinander antreten, um eine Solo-Fernsehserie zu gewinnen. Competition show where JO1 members battled with each other to win a solo TV program. Ausstrahlungszeitraum: 17. Oktober 2020 bis 13. Februar 2021 (10 Folgen). | [ 63 ] [ 64 ] |
| 2021       | Isai Future: Utae Mirai no Uta | WOWOW       | Dokumentarserie über drei talentierte Teenager mit JO1 als Reporter. Ausstrahlungszeitraum: 20. Februar 2021 bis heute (3 Folgen). | [ 65 ]        |
| 2021       | Toresugi JO1                   | Fuji TV     | Jedes JO1 Mitglied trainiert, um eine Weltklassevorstellung vor den jeweils anderen Mitgliedern und der Gastjury darzubieten. Wird ab dem 26. März 2021 ausgestrahlt. | [ 66 ]        |

### Onlineserien
| Jahr | Titel              | Sender  | Anmerkung(en) | Ref.                 |
| ---- | ------------------ | ------- | --- | -------------------- |
| 2020 | JO1 House          | GyaO!   | Neben "Behind the Scenes" Material für ihre Unternehmen stellen sich die JO1 Mitglieder auch verschiedenen Herausforderungen und Unterrichtseinheiten, um Entertainer zu werden. Die 3. Staffel wird ihre Premiere am 29. April 2021 haben (3 Staffeln). | [ 67 ] [ 68 ] [ 69 ] |
| 2020 | JO1 School         | AbemaTV | Eine Varietéshow zur Feier von Stargazer, die als 0. Folge von JO1 Star Gather TV doppelt. Ausstrahlungsdatum: 22. August 2020. | [ 70 ] [ 71 ]        |
| 2020 | JO1 Star Gather TV | AbemaTV | Die JO1 Mitglieder und ihre Gäste stellen sich verschiedensten Herausforderungen. JO1 members took various challenges with guests. Moderatoren: Non Style und Kamaitachi. Ausstrahlungszeitraum: 9. Oktober 2020 bis 25. Dezember 2020 (12 Folgen).      | [ 72 ]               |